# Oskemen
Oskemen o Ust-Kamenogorsk és la ciutat més gran de l'est de Kazakhstan i el centre administratiu de la regió de Kazakhstan oriental del Kazakhstan.
La ciutat té dos noms oficials. En llengua kazakh, el seu nom és Өскемен/ Oskemen i en llengua russa es coneix com Усть-Каменогорск. Tots dos noms apareixen al segell de la ciutat.

## Història
La ciutat va ser fundada el 1720 a la confluència dels rius Irtysh i Ulba com a fort i lloc comercial anomenat Ust-Kamennaya. Va ser establert segons l'ordre de l'emperador rus Pere el Gran, que va enviar una expedició militar encapçalada pel major Ivan Vasilievich Likharev a la recerca d'or de Yarkenda. L'expedició de Likharev va dirigir el riu Irtysh fins al llac Zaysan. Allà, a la confluència dels rius Ulba i Irtysh, es va col·locar la nova fortalesa: la fortalesa Ust-Kamennaya, que va irrompre així al mapa de l'Imperi Rus, l'extrem més al sud de la línia d'Irtysh. El 1868 la ciutat es va convertir en la capital de l'oblast de Semipalatinsk. Va ser el lloc de l'exili intern de trenta anys de Gueorgui Malenkov, durant el qual va gestionar una central hidroelèctrica local.
Una de les principals empreses industrials, l'Ulba Metal Works (UMW), que produïa i encara produeix productes d'urani, es va mantenir en secret tot i que donava feina a milers de treballadors. Una explosió a la línia de producció de beril·li de l'UMW l'any 1990 va provocar la difusió d'un "núvol" altament tòxic que contenia beril·li sobre la ciutat. Els efectes sobre la salut d'aquest incident no es coneixen del tot, en part perquè l'incident va ser mantingut en secret per les autoritats soviètiques.
El 2017, l'Agència Internacional d'Energia Atòmica (OIEA) va inaugurar la planta metal·lúrgica d'Ulba com a seu del banc d'urani baix enriquit (LEU), que serveix com a mecanisme de subministrament d'últim recurs per als estats membres de l'OIEA. El banc de LEU és un estoc físic de 90 tones mètriques d'hexafluorur de LEU, suficient urani per alimentar una gran ciutat durant tres anys. La instal·lació va ser finançada íntegrament pels estats membres de l'OIEA i altres contribucions per un total de 150 milions de dòlars. Es preveu que això cobreixi els costos durant vint anys. La responsabilitat de la seguretat, la seguretat i la salvaguarda recau en les responsabilitats de les autoritats locals d'Osmeken.